# Canton de Moissac-1
Le canton de Moissac-1 est un ancien canton français du département de Tarn-et-Garonne et de la région Midi-Pyrénées.

## Histoire
Le canton de Moissac-1 a été créé par le décret du 2 août 1973 à la suite du démantèlement de l'ancien canton de Moissac.
Il a été supprimé par le décret du 27 février 2014 et son territoire a été partagé entre le canton de Garonne-Lomagne-Brulhois, le canton de Moissac et le canton de Valence.

## Composition
| Nom                      | Code Insee | Intercommunalité          | Population (dernière pop. légale)              |
| ------------------------ | ---------- | ------------------------- | ---------------------------------------------- |
| Moissac (chef-lieu)      | 82112      | CC Terres des Confluences | Fraction : 5 779(2012) Commune : 12 408 (2014) |
| Boudou                   | 82019      | CC Terres des Confluences | 719 (2014)                                     |
| Malause                  | 82101      | CC des Deux Rives         | 1 122 (2014)                                   |
| Saint-Paul-d'Espis       | 82170      | CC des Deux Rives         | 592 (2014)                                     |
| Saint-Vincent-Lespinasse | 82175      | CC des Deux Rives         | 243 (2014)                                     |

Le canton de Moissac-1 était composé de :
1. quatre communes entières,
2. la fraction de la commune de Moissac délimitée par l'axe des voies ci après : boulevard Camille Delthil, boulevard Delbrel et avenue Cayrou.

## Représentation
| Période | Période | Identité         | Étiquette     | Qualité                                                                   |
| ------- | ------- | ---------------- | ------------- | ------------------------------------------------------------------------- |
| 1973    | 1982    | Armand Rigal     | Rad. puis MRG | Maire de Moissac (1971-1983)                                              |
| 1982    | 2001    | Jean-Paul Nunzi  | PRG-PS        | Enseignant Député (1988-1993 et 1997-2002) Maire de Moissac (1983 à 2014) |
| 2001    | 2015    | Pierre Guillamat | PRG           | Notaire Maire-adjoint de Moissac                                          |

## Démographie
| 1975 | 1982 | 1990  | 1999  | 2006  | 2011  | 2012  |
| ---- | ---- | ----- | ----- | ----- | ----- | ----- |
| -    | -    | 7 775 | 7 992 | 8 152 | 8 331 | 8 392 |